# 艾伯特·布什内尔·哈特
艾伯特·布什内尔·哈特（1854年7月1日—1943年6月16日）是一位美国历史学家和政治学家，曾任美國歷史學會会长（1909）和美國政治學會会长（1911-1912）。